# Bullington (Lincolnshire)
Bullington – wieś w Anglii, w hrabstwie Lincolnshire, w dystrykcie West Lindsey. Leży 13 km na północny wschód od Lincoln i 198 km na północ od Londynu.